# ALT (album)
| Recensione       | Giudizio |
| ---------------- | -------- |
| AllMusic         |          |
| Ondarock         | 4.5/10   |
| Record Collector |          |

ALT è un album discografico del gruppo musicale britannico Van der Graaf Generator, pubblicato il 25 giugno 2012 dalla Esoteric Records.
A differenza dei precedenti album della band, si caratterizza per la presenza di soli brani strumentali.

## Tracce
Musiche di Peter Hammill, Guy Evans, Hugh Banton.
1. Earlybird – 4:01
2. Extractus – 1:39
3. Sackbutt – 1:54
4. Colossus – 6:33
5. Batty Loop – 1:11
6. Splendid – 3:46
7. Repeat After Me – 7:37
8. Elsewhere – 4:17
9. Here's One I Made Earlier – 5:41
10. Midnite or So – 3:32
11. D'Accord – 2:25
12. Mackerel Ate Them – 4:47
13. Tuesday, The Riff – 2:42
14. Dronus – 10:37

## Formazione
- Peter Hammill – pianoforte, chitarra elettrica
- Hugh Banton – tastiere, basso elettrico
- Guy Evans – batteria, percussioni